# Speed (film, 1994)
Speed är en amerikansk action-thriller från 1994 regisserad av Jan de Bont. I filmen medverkar Keanu Reeves, Dennis Hopper, Sandra Bullock och Jeff Daniels. Den vann två Oscars för bästa ljudredigering och bästa ljud. Filmen utspelar sig i Los Angeles.

## Handling
Jack Traven (Keanu Reeves) och Harry Temple (Jeff Daniels) jobbar inom den amerikanska polisens specialstyrka, SWAT team, och jagar den galne bombmannen Howard Payne (Dennis Hopper), som håller gisslan fångad i en hiss och hotar att spränga denna om han inte får $3 miljoner. Traven och Temple lyckas rädda gisslan i sista minuten men snart hör terroristen av sig igen.
Annie Porter (Sandra Bullock) lyckas med nöd och näppe hinna med bussen denna dagen. Efter att bussen lämnar bostadskvarteren och når motorvägen hör terroristen av sig till polisen. På bussen som Annie Porter befinner sig finns en bomb; bussen måste hålla mer än 80 km/h för att den inte ska sprängas med alla passagerare. Traven kopplas in på fallet och måste förhindra detta.

## Om filmen
- Filmen blev nominerad till tre Oscar och vann två för bästa ljud och bästa ljudredigering.
- Scenen när bussen flyger över den inte färdigbyggda bron filmades två gånger eftersom bussen landade alltför väl första gången. Bron fanns där i verkligheten men den raderades digitalt.
- Keanu Reeves gjorde stuntscenerna själv.
- Filmen har fått uppföljaren Speed 2: Cruise Control.
- Ellen DeGeneres erbjöds rollen som Annie Porter, men tackade nej.

## Rollista
| Keanu Reeves     | – Jack Traven       |
| Dennis Hopper    | – Howard Payne      |
| Sandra Bullock   | – Annie Porter      |
| Jeff Daniels     | – Harry Temple      |
| Joe Morton       | – polischef McMahon |
| Richard Lineback | – Norwood           |
| Alan Ruck        | – Doug Stephens     |
| Carlos Carrasco  | – Ortiz             |
| Hawthorne James  | – Sam               |
| Beth Grant       | – Helen             |
| Glenn Plummer    | – Jaguarägaren      |